# Alexei Shcherbakov
Alexei Iakovlevich Shcherbakov (✰ 1901; ✝ 1978) foi um projetista de aviões soviético. Sua principal realização foi o Shche-2.
Ele também esteve envolvido em vários outros projetos importantes como: o RP-318, os Polikarpov Po-2 e Polikarpov R-5, além de cabines pressurizadas para o planador Gribovsky G-14 e para os aviões: Yakovlev Yak-7, Lavochkin La-5, Petlyakov Pe-2, Polikarpov I-15, Polikarpov I-16 e Polikarpov I-153, além de ser detentor do primeiro projeto de avião VTOL.

## Imagens
- Imagem do avião Shche-2
- Dimensões do avião Shche-2